# Michelle Dekker
Michelle Dekker (* 18. März 1996 in Zoetermeer) ist eine niederländische Snowboarderin. Sie startet in den Paralleldisziplinen.

## Werdegang
Dekker absolvierte im Januar 2012 in Adelboden ihr erstes Europacuprennen und belegte dabei den 23. Platz im Parallel-Riesenslalom. Bei den Snowboard-Juniorenweltmeisterschaften 2012 in Sierra Nevada errang sie den 22. Platz im Parallel-Riesenslalom und den 16. Platz im Parallelslalom. Im Dezember 2012 debütierte sie in Carezza im Snowboard-Weltcup und belegte dabei den 42. Platz im Parallel-Riesenslalom. Beim Europäischen Olympischen Winter-Jugendfestival 2013 in Predeal holte sie die Bronzemedaille im Parallel-Riesenslalom. Bei den Snowboard-Juniorenweltmeisterschaften 2013 in Erzurum kam sie im Parallelslalom und im Parallel-Riesenslalom jeweils auf den 12. Platz. Im folgenden Jahr erreichte sie mit dem zehnten Platz im Parallelslalom in Bad Gastein ihre erste Top-Zehn-Platzierung im Weltcup. Bei den Olympischen Winterspielen 2014 in Sotschi errang sie den 22. Platz im Parallel-Riesenslalom und den 19. Platz im Parallelslalom. Im März 2014 gewann sie bei den Snowboard-Juniorenweltmeisterschaften 2014 in Chiesa in Valmalenco die Silbermedaille im Parallelslalom. Zudem gelang ihr der siebte Rang im Parallel-Riesenslalom. Nachdem sie zu Beginn der Saison 2014/15 niederländische Meisterin im Parallelslalom wurde, kam sie bei den Snowboard-Weltmeisterschaften 2015 am Kreischberg auf den 25. Platz im Parallel-Riesenslalom und auf den 23. Platz im Parallelslalom. Im Februar 2015 belegte sie im Europacup dreimal den zweiten und einmal den dritten Platz und erreichte zum Saisonende den vierten Platz in der Parallelwertung. Bei den Snowboard-Juniorenweltmeisterschaften 2015 in Yabuli gewann sie die Silbermedaille im Parallel-Riesenslalom. Zu Beginn der Saison 2016/17 holte sie im Parallelslalom in Landgraaf ihren ersten Europacupsieg. Im Januar 2017 erreichte sie in Bad Gastein mit dem zweiten Platz im Parallelslalom ihre erste Podestplatzierung im Weltcup. Beim Saisonhöhepunkt den Snowboard-Weltmeisterschaften 2017 in Sierra Nevada belegte sie jeweils den 19. Platz im Parallelslalom und im Parallel-Riesenslalom. Zum Saisonende errang sie den vierten Platz im Parallelslalom-Weltcup. In der Saison 2017/18 kam sie mit zwei Top-Zehn-Platzierungen, darunter Platz drei im Parallelslalom in Bad Gastein auf den neunten Platz im Parallelslalom-Weltcup. Bei den Olympischen Winterspielen 2018 in Pyeongchang belegte sie den 17. Platz im Parallel-Riesenslalom. In den folgenden Jahren fuhr sie bei den Snowboard-Weltmeisterschaften 2019 in Park City auf den 21. Platz im Parallelslalom sowie auf den 12. Rang im Parallel-Riesenslalom und bei den Snowboard-Weltmeisterschaften 2021 in Rogla auf den 44. Platz im Parallelslalom sowie auf den 15. Rang im Parallel-Riesenslalom. In der Saison 2021/22 erreichte sie mit drei Top-Zehn-Platzierungen, darunter Platz drei im Parallel-Riesenslalom in Rogla, den 14. Platz im Parallel-Weltcup. Beim Saisonhöhepunkt, den Olympischen Winterspielen 2022 in Peking, wurde sie Vierte im Parallel-Riesenslalom.
Dekker nahm bisher an 69 Weltcuprennen teil. Dabei erreichte sie 13-mal eine Top-Zehn-Platzierung (Stand: Saisonende 2021/22).

## Teilnahmen an Weltmeisterschaften und Olympischen Winterspielen

### Olympische Winterspiele
- 2014 Sotschi: 19. Platz Parallelslalom, 22. Platz Parallel-Riesenslalom
- 2018 Pyeongchang: 17. Platz Parallel-Riesenslalom
- 2022 Peking: 4. Platz Parallel-Riesenslalom

### Snowboard-Weltmeisterschaften
- 2015 Kreischberg: 23. Platz Parallelslalom, 25. Platz Parallel-Riesenslalom
- 2017 Sierra Nevada: 19. Platz Parallel-Riesenslalom, 19. Platz Parallelslalom
- 2019 Park City: 12. Platz Parallel-Riesenslalom, 21. Platz Parallelslalom
- 2021 Rogla: 15. Platz Parallel-Riesenslalom, 44. Platz Parallelslalom
- 2023 Bakuriani: 7. Platz Parallelslalom, 18. Platz Parallel-Riesenslalom
- 2025 Engadin: 3. Platz Parallelslalom, 11. Platz Parallel-Riesenslalom

## Weltcupsiege und Weltcup-Gesamtplatzierungen

### Weltcupsiege
| Nr. | Datum             | Ort     | Disziplin             |
| --- | ----------------- | ------- | --------------------- |
| 1.  | 15. Dezember 2022 | Carezza | Parallel-Riesenslalom |

### Weltcup-Gesamtplatzierungen
| Saison  | Parallel | Parallel | Parallel-Riesenslalom | Parallel-Riesenslalom | Parallelslalom | Parallelslalom |
| Saison  | Punkte   | Platz    | Punkte                | Platz                 | Punkte         | Platz          |
| ------- | -------- | -------- | --------------------- | --------------------- | -------------- | -------------- |
| 2012/13 | 18       | 59.      | 18                    | 56.                   | –              | –              |
| 2013/14 | 577      | 24.      | 37                    | 45.                   | 540            | 14.            |
| 2014/15 | 544      | 32.      | 184                   | 33.                   | 360            | 28.            |
| 2015/16 | 150      | 39.      | 50                    | 40.                   | 100            | 38.            |
| 2016/17 | 1741     | 17.      | 515                   | 24.                   | 1226           | 4.             |
| 2017/18 | 1419,2   | 20.      | 379,2                 | 32.                   | 1040           | 9.             |
| 2018/19 | 1356     | 22.      | 816                   | 21.                   | 540            | 22.            |
| 2019/20 | 1416     | 20.      | 756                   | 23.                   | 660            | 12.            |
| 2020/21 | 121      | 19.      | 61                    | 21.                   | 60             | 18.            |
| 2021/22 | 203      | 14.      | 134                   | 13.                   | 69             | 15.            |
| 2022/23 | 308      | 10.      | 199                   | 10.                   | 109            | 13.            |
| 2023/24 | 398      | 6.       | 274                   | 6.                    | 124            | 11.            |
| 2024/25 | 681      | 5.       | 452                   | 6.                    | 229            | 5.             |